# Igor Malkov
Igor Alexejevič Malkov (rusky И́горь Алексе́евич Малко́в; * 9. února 1965 Pervouralsk, Ruská SFSR) byl sovětský a ruský rychlobruslař.
Juniorských světových šampionátů se zúčastnil v letech 1982 a 1983. V roce 1984 skončil devátý na Mistrovství Evropy a osmý na Mistrovství světa ve víceboji. Na Zimních olympijských hrách 1984 získal v závodě na 10 000 m zlatou medaili, na poloviční distanci medaili stříbrnou. V dalších letech startoval především na sovětských šampionátech, na přelomu let 1987 a 1988 se krátce objevil v závodech Světového poháru. Poslední start absolvoval na začátku roku 1992.